# Wir werden euch begraben

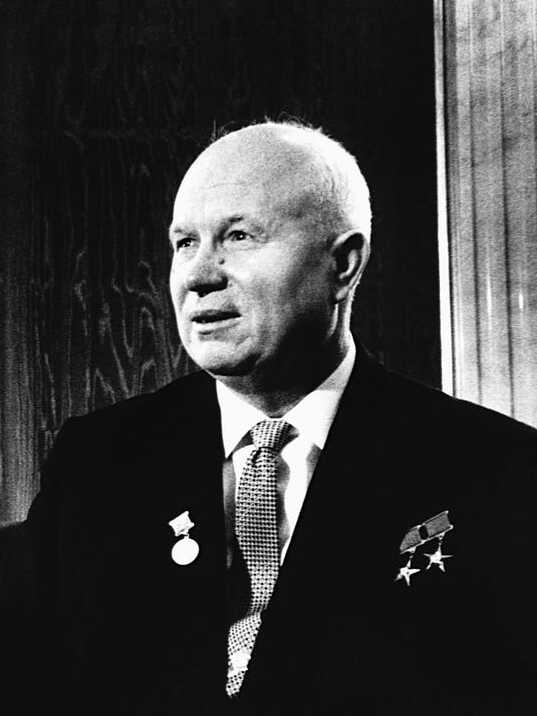
Nikita Chruschtschow, 1961

„Wir werden euch begraben“ (russisch Мы вас похороним My was pochoronim) ist eine berühmte Phrase des sowjetischen Regierungschefs Nikita Chruschtschow. Er verwendete den Ausspruch bei einer Ansprache vor westlichen Gesandten in der polnischen Botschaft in Moskau am 18. November 1956.

## Geschichte
Der eigentliche Kontext war: „Die Geschichte ist auf unserer Seite. Ob es euch gefällt oder nicht, wir werden euch begraben.“ (russisch „Нравится вам или нет, но история на нашей стороне. Мы вас похороним“). Später sagte Chruschtschow „Ich versichere Ihnen, wenn wir die letzte Schaufel Dreck auf das Grab des Kapitalismus werfen, dann werden wir es zusammen mit China tun.“

## Weitere Verwendungen
Chruschtschows Ausspruch wurde als Titel von Jan Šejnas Buch über sowjetische Strategien des Kalten Kriegs verwendet. Die Phrase kommt auch in Stings Lied Russians und in dem Stück Don't Drink the Water der Dave Matthews Band vor.